# Рудолф II (Цигенхайн)
Рудолф II фон Цигенхайн (на немски: Rudolf II von Ziegenhain, * ок. 1132; † 1188 в Цигенхайн) от Дом Цигенхайн, е от 1184 до 1188 г. граф на Цигенхайн и катедрален фогт на Фулда.

## Произход
Той е вторият син на граф Готфрид I фон Цигенхайн (1099 – 1168). Рудолф наследява брат си граф Гозмар III, който умира на 26 юли 1184 г. при падането на тавана на катедралата на Ерфурт, по време на събрание в присъствието на краля и по-късния император Хайнрих VI.
Неговата племенница Лиутгард (Лукардис) се омъжва през 1185 г. за Фридрих († 1229), третият син на ландграф Лудвиг II от Тюрингия, който има прететенции за Графство Цигенхайн.

## Фамилия
Рудолф се жени около 1155 г. за Мехтхилд от Графство Нида, наследничка на брат си граф Бертхолд II фон Нида († пр. 1205), незаконна дъщеря на граф Бертхолд I фон Нида, господар на Малсбург († сл. 1162). С нея той има децата:
- Гизо († сл. 25 юни 1213), 1188/1213 каноник във Фритцлар
- Готфрид II (* 1156; † ок. 1200), 1189 – 1200 граф на Цигенхайн
- Гозмар (V) († сл. 1142), в документи 1214/1242
- Мехтхилд († сл. 18 септември 1229), ∞ Герлах II фон Бюдинген († 1245/1247)
- Рудолф (III) († сл. 1193), 1188 домхер към Хилдесхайм, 1191/93 пропст в Гослар
- Лукардис († сл. 1252), монахиня в манастир Св. Катарина в Айзенах, 1252 първа абатиса на манастир Патерсхаузен
- Аделхайд (* ок. 1170; † сл. 26 февруари 1226), ∞ 1. граф Буркард фон Шарцфелд-Лаутерберг; ∞ 2. Улрих I фон Мюнценберг
- Лудвиг I (* ок. 1167; † 1229), от ок. 1200 граф на Цигенхайн, от 1205 също граф на Нида